# Boophis calcaratus
A Boophis calcaratus a kétéltűek (Amphibia) osztályába, a békák (Anura) rendjébe és az aranybékafélék (Mantellidae) családjába tartozó faj. 

## Előfordulása
A faj Madagaszkár endemikus faja. A sziget keleti részén Ambavaniasy, Nosy Boraha és Betampona környékén honos a tengerszinttől 800 m-es magasságig.

## Megjelenése
Közepes méretű békafaj, testhossza 29,5–39,5 mm. Sarkain nagy méretű gumók találhatók, ami különösen a nőstényeken szembetűnő. Ujjai között nincs úszóhártya.